# Tselujutsja zori
Tselujutsja zori (russisk: Целуются зори) er en sovjetisk spillefilm fra 1978 af Sergej Nikonenko.

## Medvirkende
- Boris Saburov som Jegorytj
- Ivan Ryzjov som Nikolaj Ivanovitj
- Andrej Smoljakov som Ljisjka
- Marija Skvortsova som Nastasja
- Jelena Rubtsova som Akimovna